# Johann Friedrich Franz Burgmüller
Johann Friedrich Franz Burgmüller, znany jako Friedrich Burgmüller (ur. 4 grudnia 1806 w Ratyzbonie, zm. 13 lutego 1874 w Beaulieu nieopodal Marolles-en-Hurepoix) – niemiecki pianista i kompozytor.

## Życiorys
Jego ojciec, August, i jego brat, Norbert, byli muzykami. 
W 1829 przeniósł się do Kassel, gdzie studiował u Ludwiga Spohra i Moritza Haptmanna. Tam 14 stycznia 1830 dał swój pierwszy koncert fortepianowy. 
W 1832 roku (w wieku 26 lat) Burgmüller przeniósł się do Paryża, gdzie pozostał aż do śmierci. Był autorem utworów na fortepian, w tym etiud przeznaczonych dla dzieci, walców, nokturnów, polek i dwóch baletów. 